# Dampflokomobil Martin Luther
Die Dampflokomobile „Martin Luther“ ist ein Lokomobil und Nationales Erbe in Namibia an der Nationalstraße B2 nahe der namibischen Stadt Swakopmund. Der Kunstmaler und Oberleutnant der Kaiserlichen Schutztruppe Edmund Troost hatte 1896 das Fahrzeug zur Förderung des Verkehrs privat beschafft und eingeführt. Das Fahrzeug ist nach dem Reformator Martin Luther gemäß dem ihm zugeschriebenen Zitat „Hier stehe ich, ich kann nicht anders, Gott helfe mir. Amen.“ benannt.

## Etymologie
Dampflokomobile „Martin Luther“ ist eine eingebürgerte Eigenbezeichnung, wobei der Genus des Namensbestandteils Lokomobil(e) (von lateinisch locus: Ort und mobilis: beweglich (neutr.) vs. neulat. loco motivus, sing./fem.) mehrfach wechselnd zwischen den historisch tolerierten Schreibweisen gebraucht wurde. Zur eigentlichen Namensentstehung des Lokomobils sind fragmentarische Episoden bekannt. Dies beginnt bereits mit dem Lutherzitat „Hier stehe ich, ich kann nicht anders, Gott helfe mir. Amen.“ Das Zitat entspricht nicht den exakten Worten von Luther, die nach anderen Überlieferungen folgenden Wortlaut haben: „Daher kann und will ich nichts widerrufen, weil wider das Gewissen etwas zu tun weder sicher noch heilsam ist. Gott helfe mir, Amen!“ Das Zitat wurde vielfach als sinngemäße Äußerung zum Abschluss seiner Ausführungen vor dem Reichstag in Worms rezipiert und ist eine beliebte Anekdote des Bildungsbürgertums.

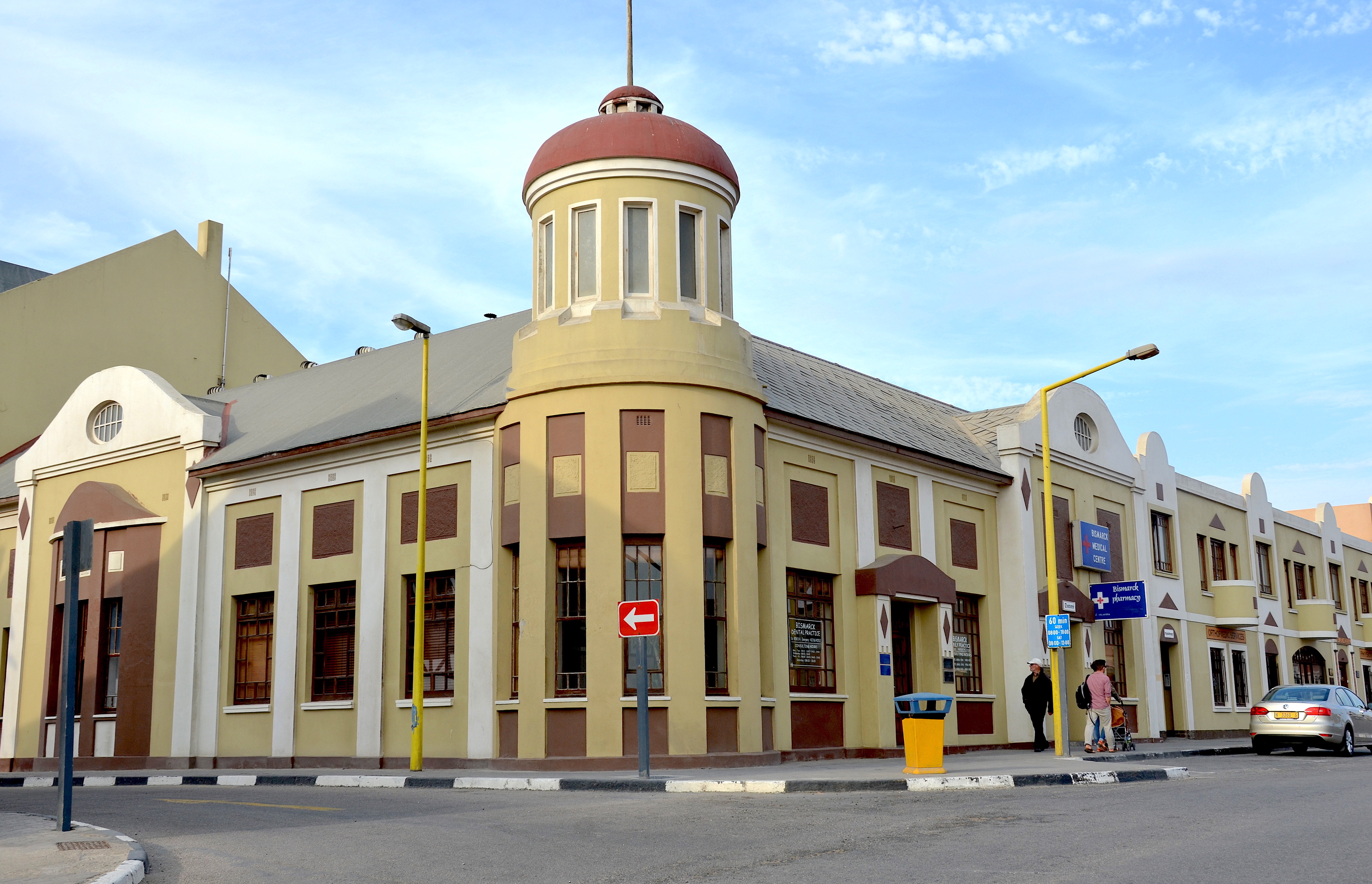
Ehemaliges Bismarck-Hotel (2014)

Erstmals soll ein Mensch namens „Dr. Max Rhode“ im Jahr 1897 die Namensgebung im Bismarck-Hotel von Swakopmund angestoßen haben: "Wisst Ihr schon, dass der Dampfochse jetzt “Martin Luther” heisst? – Weil er auch sagen kann: hier stehe ich, ich kann nicht anders!" Die Konnotation des Lokomobils von Edmund Troost mit einem „Dampfochsen“ geht dabei auf eine frühere Anekdote zurück, nach der man beim ersten Erscheinen des Lokomobils der erschrockenen Bevölkerung zur Beruhigung erklärt hatte, die Lokomobile sei ein „Dampfochse aus Deutschland“. Die vorbeschriebene Namenszuordnung hat sich im 20. Jahrhundert in Wort und Schrift gefestigt und war wiederholt Anlass zu Auslegungen.

## Geschichte

Martin Luther im Einsatz (vor 1900)

Im Jahr 1896 ließ Edmund Troost, ein Oberleutnant der deutschen Schutztruppe, die von der Maschinenfabrik Dehne in Halberstadt in Deutschland importierte Lokomobile über den Hafen von Walvis Bay nach Deutsch-Südwestafrika bringen. Er hoffte damit den Materialtransport für den Bau einer Eisenbahnstrecke durch die Namib zu beschleunigen, der zuvor mühsam und zeitaufwendig mit Ochsenkarren erbracht werden musste.
Aufgrund ihres hohen Gewichtes versank die Dampflokomobile auf ihrem Weg vom Hafen zum geplanten Einsatzort regelmäßig im Wüstensand und musste durch umständliche Bergungsarbeiten wieder einsatzbereit gemacht werden. Problematisch war auch der hohe Wasserverbrauch der Mobile und die damit einhergehende Problematik der Wasserbeschaffung in der Namib. Die Mobile brauchte drei Monate für die Strecke von Walvis-Bay bis Swakopmund.
Das Dampflokomobil mit dem heutigen Namen „Martin Luther“ blieb etwa vier Kilometer vor dem Stadtzentrum von Swakopmund im Sand stecken und zerfiel zunehmend.  Fotos vom Zustand des Fahrzeuges zeigen je nach Alter mehr und mehr das Fehlen von Teilen. Die ehemaligen Anhänger wurden relativ früh entfernt. Schornstein, Feuerungskasten, die auf dem Kessel angebrachte Dampfkolbeneinheit und die Vorderachse fehlten zum Schluss völlig.

## Restaurierung und neuer Standort
1973 wurde das Fahrzeug erstmals restauriert und vom Rat für Nationales Erbe in Namibia zum nationalen Kulturerbe erklärt. Zu den technischen Daten des Fahrzeuges existieren nur wenige Informationen. Ein Datenblatt aus Halberstadt bietet Größenangaben in Millimetern zum Kessel und zu weiteren Dimensionen. Der Standort und der Schutz des Fahrzeuges erwiesen sich als problematisch. Da weiterer Verfall zu befürchten war, wurde im Oktober 2000 vom Swakopmunder Rat eine weitere Renovierung beschlossen und 2003 nach Klärung der Finanzierung begonnen. Beim Namibian Institute of Mining and Technology (NIMT) waren 150 Studenten rund ein Jahr mit der Restauration beschäftigt. Eine abschließende Konservierung erfolgte im Betrieb der Rössing Uranium Mine bei Arandis. Ende 2004 wurde „Martin Luther“ zum Museum gebracht. Der Ausstellungsort war mehrfach in Diskussion; letztlich entschied man sich bei dem ursprünglichen Ort zu bleiben. Die Summe der Renovierungskosten beliefen sich auf rund 100.000 namibische Dollar. Ein kleines Museum wurde zum Schutz des Fahrzeuges erbaut. Dort befinden sich auch ehemalige Fragmente des Fahrzeuges, die bei der Renovierung erneuert wurden.

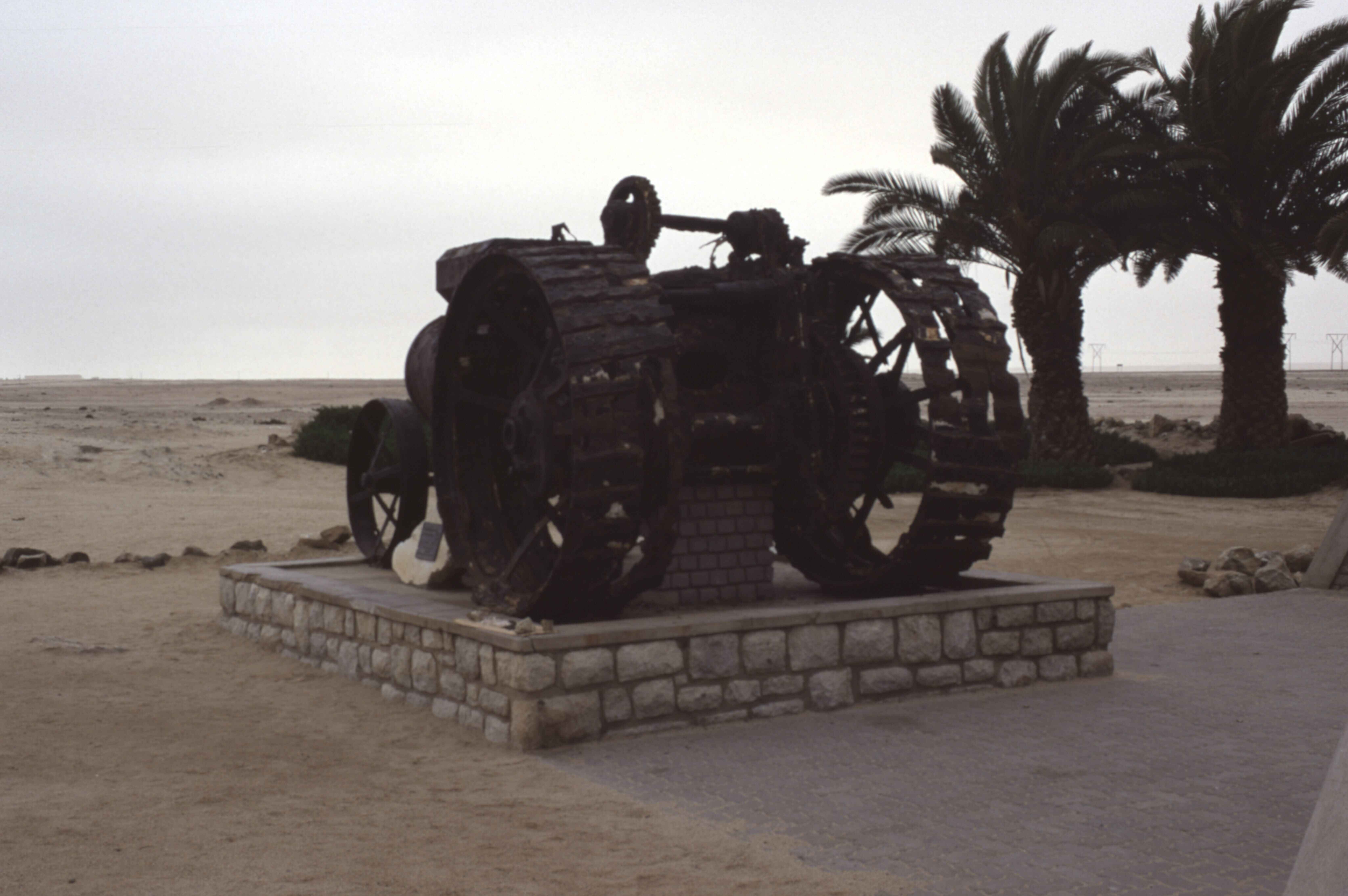
Verfallszustand zwischen erster und zweiter Restauration
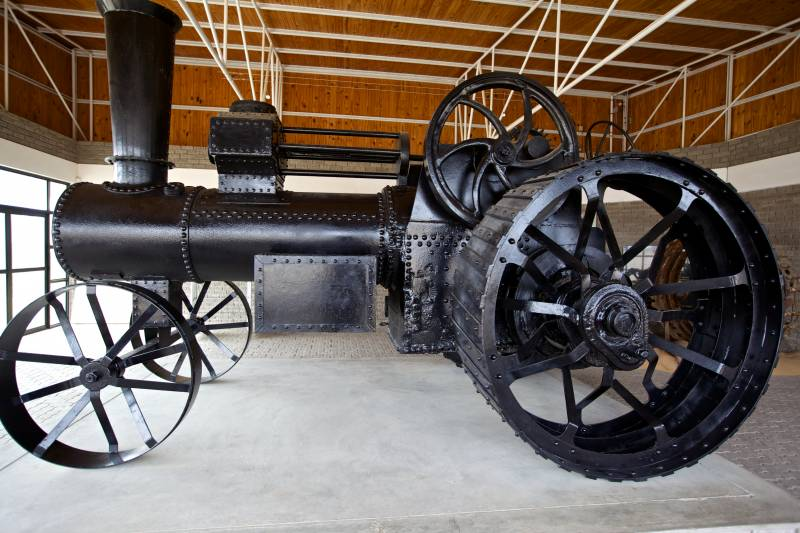
Seitenansicht, links „Martin Luther“
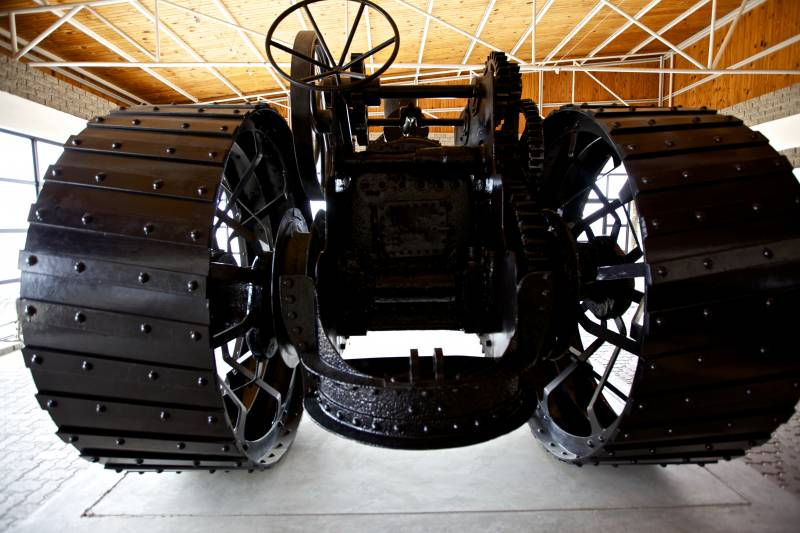
Heckansicht „Martin Luther“
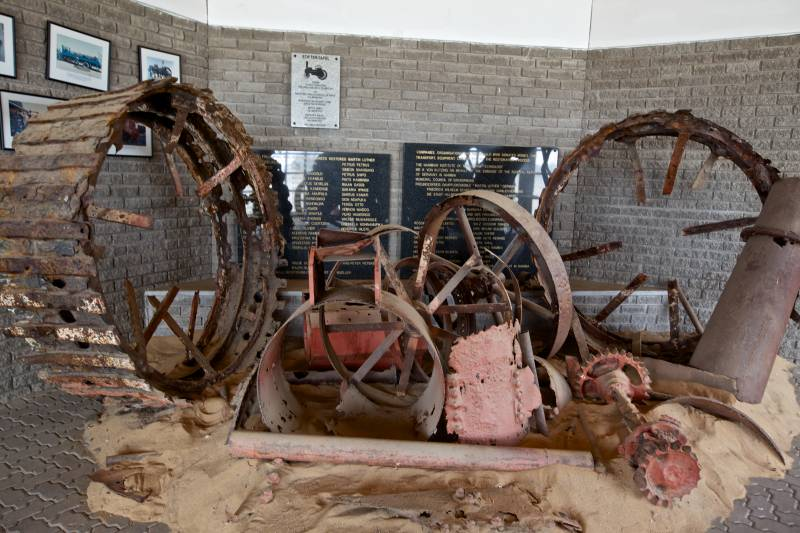
Originalteile von „Martin Luther“, die ersetzt wurden.

Das Martin Luther Museum stand interessierten Besuchern kostenlos offen, war jedoch von 2014 bis Mai 2017 geschlossen, weil der Gemeinde Swakopmund  die Mittel für Personal und Betrieb fehlten. Nach der Wiedereröffnung 2017 wurden Souvenirs und andere Waren angeboten. Der Lokomobil-Restaurator Eckhart Mueller (der auch weitere Organisationen vertrat) kritisierte 2018 die Nebengeschäfte ausdrücklich, weil der Zweck des Museums dadurch in Frage gestellt sei. Es ist derzeit (Stand Oktober 2022) für Besucher geöffnet.